# Gunter XLI de Schwarzburgo-Arnstadt
El Conde Gunter XLI de Schwarzburgo-Arnstadt, llamado "el Belicoso" (25 de septiembre de 1529 en Sondershausen-23 de mayo de 1583 en Amberes) fue el conde reinante de Schwarzburgo entre 1552 y 1571 y después el Conde de Schwarzburgo-Arnstadt hasta su muerte.

## Biografía
El Conde Gunter XLI era el hijo mayor del Conde Gunter XL de Schwarzburgo (1490-1552), quien era llamado el Rico o Gunter con la boca gorda. Su madre era la Condesa Isabel (m. 14 de mayo de 1572), la hija del Conde Felipe de Isenburg-Büdingen-Ronneburg.
Gunter XL había unificado todas las posesiones de Schwarzburgo, excepto el Señorío de Leutenberg. Después de su muerte el 10 de noviembre de 1552, sus cuatro hijos varones supervivientes en un principio gobernaron conjuntamente, recibiendo los hermanos menores asistencia de su madre. Sin embargo, en 1571, se dividieron el condado entre ellos.
Gunter XLI inició su carrera militar en Viena como Senescal del emperador Carlos V. En 1553, se unió al ejército imperial que hizo un último intento fallido de reconquistar Metz. Después acompañó a Felipe, el posterior Felipe II de España a Londres, donde Felipe contraería matrimonio con la reina María I de Inglaterra. En 1555, Gunter XLI hizo estancia en Bruselas, donde Carlos V le dio 10.000 florines. Hizo después una visita a Schwarzburgo, y después volvió al ejército imperial, donde sirvió como coronel. En 1557, luchó en el lado victorioso en San Quintín.
A la vuelta de 1559/1560, Gunter viajó a Dresde de parte de Guillermo el Taciturno, para realizar los primeros pasos en el proceso que llevaría a Guillermo a contraer matrimonio con Ana, la sobrina del Elector Augusto de Sajonia el 24 de agosto de 1561.
El propio Gunter XLI contrajo matrimonio el 17 de noviembre de 1560. Por razones políticas, desposó a la hermana de Guillermo, Catalina de Nassau-Dillenburg. El matrimonio no tuvo hijos. La pareja vivió en Arnstadt durante un tiempo, donde Gunter utilizó los 10.000 florines para costurir el Castillo de Neideck. Entre 1563 y 1565, Gunter y sus hermanos menores Juan Gunter I y Alberto VII lucharon en el ejército del rey Federico II de Dinamarca en la Guerra de los Siete Años del Norte contra Suecia.
A principios de 1566, Gunter XLI retornó a los Países Bajos. El 12 de marzo de 1566, Guillermo el Taciturno organizó una fiesta en el castillo de los Condes de Hoogstraten para celebrar su retorno. No obstante, esto era solo un pretexto. Guillermo quería discutir su estrategia hacia Margarita de Parma, quien era Gobernadora General de los Países Bajos, con los otros invitados, los Condes de Egmont, Horn, Bergen, Meghen y Montigny.
Unas pocas semanas más tarde, Gunter luchó en Hungría al servicio del emperador Maximiliano II contra los turcos. Durante esta campaña, Gunter adquirió el sobrenombre de "el Belicoso". No era respetado por el emperador. A menudo discutía con el emperador y no obedecía órdenes. Protestó contra el plan del emperador de asediar Esztergom. Maximiliano escribió enojado a Viena: El Conde Gunter no hace más que pavonearse. Excusa más que consigue. Su encuesta afirma que tengo 1500 caballos aquí, pero después de haberlos utilizado una vez, no veo más que 1000. Probablemente me lo pensaré dos veces antes de usar este coronel otra vez.
No obstante, el emperador encontró nuevos roles para Gunter. Gunter fue elegido para el Consejo Áulico y se le confiaron obligaciones diplomáticas. En 1567, trabajó en el servicio del Elector Augusto de Sajonia, de parte del emperador. Participó en el asedio de Gotha, que era necesario para arrestar el depuesto Duque Juan Federico II de Sajonia-Coburgo-Eisenach, quien había sido proscrito por haber fracasado en entregar a Wilhelm von Grumbach a demanda del Emperador. Después de la rendición de Gotha, Gunter arrestó a Juan Federico II y lo trajo a Viena.
De 1568 a 1573, Gunter dio consejo al Duque de Alba, el Gobernador General español en los Países Bajos. Pasó algún tiempo en Schwarzburgo. En 1582, el emperador Rodolfo II envió a Gunter a los Países Bajos Meridionales de nuevo, donde dio consejo al Gobernador General, el Archiduque Matías, como Consejero Privado.
Gunter XLI murió el 23 de mayo de 1583 en Amberes. Su cuerpo fue transportado de Amberes a Delft, de ahí por barca a Emden y de ahí a Sondershausen, donde fue enterrado.
Como Gunter XLI no tenía hijos, sus hermanos menores se dividieron el Condado de Schwarzburg de nuevo a su muerte. Juan Gunter I (1532-1586) recibió Arnstadt y Sondershausen y fundó la línea de Schwarzburgo-Sondershausen. Alberto VII (1537-1605) recibió Rudolstadt y fundó la línea de Schwarzburgo-Rudolstadt. Guillermo I (1534-1597) recibió Frankenhausen. A pesar de casarse dos veces, Guillermo I murió sin descendencia en 1597 y su porción del Condado cayó a manos de Alberto VII.